# Vladimír Mišík (album)
Vladimír Mišík je první sólové album Vladimíra Mišíka, nahrané mj. za doprovodu členů skupiny Etc...

## O albu
Album vyšlo v roce 1976. Po vydání se stalo hudební událostí roku. Později ho provázely potíže s dolisováním vyprodaného nákladu a následný zákaz veřejného vystupování. V roce 2017 vyšlo ve výroční reedici.

## Seznam skladeb
Hudbu složil(i) Vladimír Mišík. 
| Strana 1       | Strana 1           | Strana 1 |
| Pořadí         | Název              | Délka    |
| -------------- | ------------------ | -------- |
| 1.             | Cesta do dětství   | 4:10     |
| 2.             | Kde je můj stůl?   | 3:40     |
| 3.             | Jednohubky         | 3:40     |
| 4.             | Bazarem proměn     | 3:00     |
| 5.             | Proč ta růže uvadá | 3:55     |
| Celková délka: | Celková délka:     | 18:25    |

| Strana 2       | Strana 2                         | Strana 2 |
| Pořadí         | Název                            | Délka    |
| -------------- | -------------------------------- | -------- |
| 6.             | Stříhali dohola malého chlapečka | 3:50     |
| 7.             | Biograf                          | 7:30     |
| 8.             | Syn Daidalův                     | 5:10     |
| 9.             | Obelisk                          | 3:50     |
| Celková délka: | Celková délka:                   | 20:20    |

## Obsazení
- Vladimír Mišík – zpěv, kytara, brumle, kazoo
- Sláva Kunst – akordeon
- Ota Petřina – kytara
- Pavel Fořt – kytara
- Petr Pokorný – kytara
- Vladimír Merta – kytara, harmonika, brumle
- Petr Kalandra – harmonika
- Petr Bierhanzl – kytara
- Vladimír Padrůněk – baskytara
- Jan Kubík – klarinet, flétna, tenorsaxofon
- Jiří Stivín – flétna
- Anatoli Kohout – bicí, perkuse
- Pavel Větrovec – varhany, klavír, elektrické piano, syntezátor
- Jan Hrubý – housle, tamburína
- Petr Kocfelda – tamburína
- Helena Arnetová – doprovodné vokály
- Jiří Cerha – doprovodné vokály
- Luboš Pospíšil – doprovodné vokály
- Milena Červená – doprovodné vokály
- Zdena Adamová – doprovodné vokály